# Кеміне
Кеміне́ (справжнє ім'я Маме́д-велі́, туркм. Mametveli Kemine, нар. бл.1770, Серах — †1840) — туркменський поет. 

## Біографічні дані і творчість
Кеміне (справжнє ім'я Мамед-велі) походить з Сераху, освіту здобув у ісламському медресе в Бухарі.
Кеміне — народний псевдонім, який в перекладі означає приблизно «скромний».
Вірші Кеміне відомі в усній передачі. До нас дійшло бл. 40 творів Кеміне, які вперше видано лише в радянський час.
Поет відомий, перш за все, як гострий соціальний сатирик — у своїх віршах викривав суспільну нерівність, висміював ханів, беків і мулл («Мій Казі», «Бідняк», «Бідність», «Такий» тощо). 
Як властиво східній поезії загалом, Кеміне — також автор ліричних віршів про кохання і моралізаторських напучувань.
зразок поезії
|  | ПОРАДА Не зволікайте, молоді, поринути в цей світ, На згадку вам солодкий присмак буде Любіть, живіть і відчувайте, доки літ, Тоді у вирі ваших бід, краплина щастя зостанеться. Життя, як дівчина з лиця прекрасна. У неї сто образ готові для невдах. Кочівники ж підуть, і швидко лу́на згасне, Та на піску сліди коліс лишаться. Тоді промовить Кеміне — ти сумніви облиш, Помреш і ти, себе сухій землі віддавши. Твоє майно візьмуть і зважать кожен гріш. Але ж твоїм синам цей світ задарма дістанеться. |

## Образ Кеміне в туркменській культурі
Кеміне є популярною фігурою в туркменській культурі. Невідомо достеменно, чи насправді він є автором віршованих творів, які йому приписують, однак точно відомо, що в туркменському фольклорі Кеміне, поруч з Ефенді, Міралі, Ертекі, Алдар-Косе став жартівником і хитруном, про якого складено десятки народних анекдотів і жартів.
У 1992 році, вже після проголошення незалежності Туркменістаном, національна кіностудія «Ылхам» (колишній «Туркменфільм») зняла кінострічку «Кеміне», де представлено оригінальну версію життя поета. Стрічку було відзначено на локальних конкурсах за збереження у кіномистецтві національних традицій.

## Видання творів
- Сайланан эсерлер, Ашгабат, 1959 (туркмен.)
- Кемине. Стихотворения., М., 1968 (рос.)